# Університет Сассексу
Університет Сассексу (англ. University of Sussex) — університет у селі Фалмер, Західний Сассекс, Велика Британія. Кампуси університету розташовані на території національного парку Саут-Даунс, неподалік від Брайтона.
Понад третина студентів вчиться на післядипломних програмах, а близько третини викладачів є іммігрантами.

## Кампус
Університет розташований неподалік від міста Брайтон та оточений національним парком Саут-Даунс. Це єдиний університет Англії, що розташований у національному парку.
Кампус, що розташований у селі Фалмер, спроєктований сером Безілом Спенсом.
Головна бібліотека університету розташована в центрі кампуса. Її відкрила королева в 1973 році. У бібліотеці зберігається понад 800 000 книжок, 58 000 журналів, багато баз даних, цифрових архівів та власних архівів університету.

## Відомі випускники
- Ієн Мак-Юен — письменник і сценарист.
- Фестус Могає — президент Ботсвани.
- Табо Мбекі — президент Південно-Африканської Республіки.
- Карлос Альварадо Кесада — президент Коста-Рики.
- Рональд Сандерс — дипломат Антигуа і Барбуда.
- Максим Буткевич — український правозахисник.